# Gérard Nicaisse
Gérard Nicaisse, né le 10 avril 1924 à Châtellerault et mort le 17 février 2007 à Paris 15e, est un fonctionnaire au Ministère des finances et un écrivain français.

## Biographie
Il est élevé par sa mère, dans une famille d'agriculteurs.
Parmi ses grandes amies, il comptait l’artiste Jacqueline Debutler et Christiane Motoret qui était sa collègue au Ministère et l’épouse de l’écrivain Émile Danoën. Ce dernier l’encourage à écrire et le recommande à René Julliard. Le couple le choisit pour être le parrain de leur fille Laurence.
Il fut très proche du politique Jacques Rigaud, du diplomate Pierre Duchâteau, de l'écrivain Germaine Beaumont qui s’inspire de leurs rapports dans son roman Le Chien dans l’arbre (1975) ; aussi de la traductrice Françoise Rosset à qui il dédie La Fête des mères et de l'éditeur Jean-Claude Brisville à qui il dédie La Mémoire de Poitiers.
Le critique Matthieu Galey écrit en 1964, dans la revue Arts, que son premier roman, La Fête des mères, « est chargé d’une intense amertume qui n’exclut pas la poésie nostalgique propre aux souvenirs, ni l’ironie mordante de l’observation juste. […] il sait faire passer dans ces pages un « vent de panique » léger qui glace mieux qu’une tempête ».
Gérard Nicaisse partageait sa vie entre Paris (il a habité rue Bleue, avenue Victor-Hugo, puis rue Saint-Placide) et Vieux-Moulin, dans l’Oise, où il posséda une maison à partir de 1966.
Gérard Nicaisse est enterré le 26 février 2007 au cimetière Saint-Jacques de Châtellerault.

## Œuvres

### Romans
- La Fête des mères, Éditions Julliard, 1964 - prix international du premier roman en 1964
- La Mémoire de Poitiers, Éditions Julliard, 1967
- Les Pailles allumées, Éditions Julliard, 1974 - Prix Valentine-de-Wolmar de l’Académie française en 1975

### Nouvelle radiophonique
- Le Colis (1963)